# فرانسيسكو كاستيلون
فرانسيسكو كاستيلون (بالإسبانية: Francisco Castellón Sanabria)‏ (و. 1815 – 1855 م) هو سياسي، ودبلوماسي من نيكاراغوا .